# Lance Henriksen
Lance James Henriksen (ur. 5 maja 1940 w Nowym Jorku) – amerykański aktor i scenarzysta. Obsadzany zwykle w rolach morderców lub innych czarnych charakterów w produkcjach science fiction, sensacyjnych i horrorach. Grał w filmach Jamesa Camerona – Terminator (1984) jako detektyw Hal Vukovich i Obcy – decydujące starcie (1986) jako android L. Bishop, sequelu Obcy 3 (1992) w reżyserii Davida Finchera oraz serialu Fox Millennium (1996–1999) w roli agenta FBI Franka Blacka. 

## Życiorys

### Wczesne lata
Urodził się na nowojorskim Manhattanie w biednej rodzinie. Jego ojciec, James Marin Henriksen, był norweskim imigrantem, urodzonym w Tønsbergu; pracował jako marynarz w marynarce handlowej, a także zaczął być bokserem o pseudonimie „Icewater”. Jego matka, Marguerite Ann (z domu Werner), była Amerykanką pochodzenia łotewskiego i irlandzkiego; z trudem znajdowała pracę jako instruktorka tańca, kelnerka i modelka portretów artystycznych (także aktów). Jego rodzice rozwiedli się, gdy miał dwa lata, wychowała go i jego brata matka. Jako nastolatek miał trudności z przystosowaniem się do szkół i miał niewielu przyjaciół. Przez krótki okres przebywał w sierocińcu. W wieku 12 lat uciekł z domu i opuścił szkołę. W latach 1955–1958 służył w United States Navy i osiągnął stopień podoficera trzeciej klasy.

### Kariera
Spędzał większość czasu na wędrówce po Nowym Jorku, ale także podróżach po kraju autostopem, w pociągach towarowych i był kilkakrotnie aresztowany za wykroczenia, takie jak włóczęgostwo. To właśnie podczas pobytu w więzieniu w Tucson w Arizonie po raz pierwszy uczestniczył jako statysta w produkcji NBC Sunday Showcase: The American (1960) z udziałem Lee Marvina w roli Iry Hayesa. Zainspirowany filmami z Kirkiem Douglasem, chciał zostać aktorem. Pracował jako murarz, robotnik na statkach, zbieracz owoców, a nawet rybak – w tym okresie poznał reżysera Jamesa Camerona i ilustratora Bruce’a Kenselaara, którzy pomogli mu w znalezienia pracy jako asystent scenografa w teatrze. W wieku około 30 lat będąc do tego czasu analfabetą, nauczył się czytać, analizując scenariusze, nad którymi pracował, uczył się też na pamięć swoich wypowiedzi z pomocą innych osób. Ukończył Actors Studio i zaczął grać na scenie off-Broadwayu w spektaklu Eugene’a O’Neilla Trzy sztuki morza, czyli Księżyc nad Karybami, W drodze do Cardiff i W strefie. W 1977 roku wystąpił na Broadwayu jako Pierce w przedstawieniu Davida Rabe’a Podstawowy trening Pavlo Hummela (The Basic Training of Pavlo Hummel) z Alem Pacino w roli tytułowej.
Zadebiutował w roli filmowej jako żołnierz United States Marine Corps w biograficznym dramacie wojennym Delberta Manna The Outsider (1961) u boku Tony’ego Curtisa, a po jedenastu latach powrócił na ekran jako Randy, który po odbyciu służby wojskowej cierpi na zespół stresu pourazowego, w dramacie przygodowym It Ain’t Easy (To nie jest łatwe, 1972). Następnie pojawiły się role drugoplanowe w różnych filmach, w tym Pieskie popołudnie (1975), Bliskie spotkania trzeciego stopnia (1977) i Omen II (1978). W pierwszym fabularnym filmie Jamesa Camerona Pirania II: Latający mordercy (1982) zagrał komendanta policji Steve’a Kimbrougha. Był astronautą Walterem Schirrą w dramacie historycznym Philipa Kaufmana Pierwszy krok w kosmos (1983). 
Gdy James Cameron przygotowywał Terminatora (1984), początkowo wyobrażał sobie Henriksena, z którym współpracował przy Piranii II: Latającym mordercy, w roli tytułowego cyborga T-800, którą ostatecznie zagrał Arnold Schwarzenegger. Henriksen pojawił się w filmie w roli drugoplanowej detektywa Hala Vukovicha z Los Angeles Police Department. 
W kolejnym filmie Camerona Obcy – decydujące starcie (1986) i jego sequelu Obcy 3 (1992) w reżyserii Davida Finchera wystąpił w roli androida L. Bishopa. W biograficznym dramacie telewizyjnym NBC Sens życia – historia Jill Ireland (Reason for Living: The Jill Ireland Story, 1991) z Jill Clayburgh zagrał aktora Charlesa Bronsona. Jako Emil Fouchon, bogaty sportowiec, który dla sportu poluje na bezdomnych byłych żołnierzy w dramacie sensacyjnym Johna Woo Nieuchwytny cel (1993) z Jean-Claude’em Van Damme’em otrzymał nagrodę Saturna w kategorii najlepszy aktor drugoplanowy. Za kreację telewizyjną agenta FBI Franka Blacka, który potrafi przenieść się do umysłu zabójcy i widzieć to co on w serialu Fox Millennium (1996–1999) był trzykrotnie nominowany do Złotego Globu dla najlepszego aktora w serialu dramatycznym (1997, 1998, 1999) i zdobył dwie nominacje do nagrody Saturna w kategorii najlepszy aktor telewizyjny (1997, 1999). Z kolei rola Abrahama Lincolna w telewizyjnym dramacie biograficznym TNT Dzień w którym zastrzelono Lincolna (The Day Lincoln Was Shot, 1998) w reż. Johna Graya z Robem Morrow (John Wilkes Booth) przyniosła mu nominację do nagrody Złotej Satelity w kategorii „Najlepszy aktor drugoplanowy w miniserialu lub filmie telewizyjnym”.
W widowisku Paula W.S. Andersona Obcy kontra Predator (2004) wcielił się w postać Charlesa Bishopa Weylanda, miliardera, owładniętego obsesją odnalezienia starożytnej piramidy, który finansuje naukową wyprawę na Antarktydę. W 2009 roku został uhonorowany nagrodą Academy of Science Fiction, Fantasy and Horror Films za całokształt twórczości. W biblijnej Księdze Daniela (2013) był Cyrusem Wielkim.

## Życie prywatne
Był trzykrotnie żonaty. Jego pierwszą żoną była Louise Lunde. 10 maja 1985 poślubił Mary Jane Evans, z którą ma córkę Alcamy (ur. 1987). Jednak w 1988 roku doszło do rozwodu. 22 kwietnia 1995 roku ożenił się z Jane Pollock, z którą ma córkę Sage Ariel (ur. 12 października 1999). Henriksen i Jane Pollock 16 maja 2006 rozwiedli się.

## Filmografia

### Aktor
- It Ain't Easy (1972) jako Randy
- To Kill the King (1974) jako Hank Adams
- Pieskie popołudnie (1975, Dog Day Afternoon) jako agent FBI Murphy
- Ryan's Hope (1975–1989) jako Preston Post (1980)
- Sieć (1976, Network)
- Mansion of the Doomed (1976) jako dr Dan Bryan
- Return to Earth (1976)
- Arabski spisek (1976, The Next Man) jako Federal Security
- Bliskie spotkania trzeciego stopnia (1977, Close Encounters of the Third Kind) jako Robert
- Omen II (1978, Damien: Omen II) jako sierżant Neff
- The Visitor (1979) jako Raymond Armstead
- B.A.D. Cats (1980) jako Timothy
- Pirania II: Latający mordercy (1981, Piranha II: The Spawning) jako Steve Kimbrough
- The Dark End of the Street (1981) jako Jimmy
- Książę wielkiego miasta (1981, Prince of the City) jako D.A. Burano
- Sprawa honoru (1982, A Question of Honor) jako Wiley
- Pierwszy krok w kosmos (1983, The Right Stuff) jako Walter Schirra
- Blood Feud (1983) jako Mel Pierce
- Koszmary (1983, Nightmares) jako MacLeod
- Terminator (1984, The Terminator) jako detektyw Hal Vukovich
- Nóż (1985, Jagged Edge) jako Frank Martin
- Streets of Justice (1985) jako prawnik okręgowy Jerry Logan
- Savage Dawn (1985) jako Stryker
- Obcy – decydujące starcie (1986, Aliens) jako L. Bishop
- Choke Canyon (1986) jako Brook Alastair
- Blisko ciemności (1987, Near Dark) jako Jesse
- Świadek koronny (1988, Hit List) jako Chris Caleek
- Deadly Intent (1988) jako Raymond
- Dom 3 (1989, The Horror Show) jako detektyw Lucas McCarthy
- Dyniogłowy (1989, Pumpkinhead) jako Ed Harley
- Przystojniak (1989, Johnny Handsome) jako Rafe Garrett
- Survival Quest (1989) jako Hank
- Studnia i Wahadło (1990, The Pit and the Pendulum) jako Torquemada
- The Last Samurai (1990) jako Johnny Congo
- Zimny jak głaz (1991, Stone Cold) jako Chains Cooper
- Sens życia – historia Jill Ireland (1991, Reason for Living: The Jill Ireland Story) jako Charles Bronson
- Męskie opowieści (1991, Two-Fisted Tales) jako Ripper
- Comrades in Arms (1991) jako Rob Reed
- Gorączka delty (1992, Delta Heat) jako Jackson Rivers
- Obcy 3 (1992, Alien³) jako Bishop II
- Jennifer 8 (1992, Jennifer Eight) jako Freddy Ross
- Gang (1993, The Outfit) jako Dutch Schultz
- Niepohamowana siła (1993, Excessive Force) jako Devlin
- Morderczy przyjaciel (1993, Man’s Best Friend) jako dr Jarret
- Kryminalny zmysł (1993, The Criminal Mind) jako agent Winslow
- Nieuchwytny cel (1993, Hard Target) jako Fuszan
- Super Mario Bros. (1993) jako Król
- Rycerze (1993, Knights) jako Job
- Cinema of Vengeance (1994) jako on sam
- Barwy nocy (1994, Color of Night) jako Buck
- Bulwar (1994, Boulevard) jako McClaren
- Kolonia karna (1994, No Escape) jako ojciec
- Spitfire (1994) jako Richard Charles
- Rozpruwacz umysłów (1995, The Outpost) jako Stockton
- Pułapka C.I.A. (1995, Felony) jako Taft
- Pościg (1995, Baja) jako Burns
- Zagadka Powdera (1995, Powder) jako szeryf Barnum
- Szybcy i martwi (1995, The Quick and the Dead) jako Ace Hanlon
- Złe towarzystwo (1995, The Nature of the Beast) jako Jack Powell
- Ostatnia misja (1995, Gunfighter's Moon) jako Frank Morgan
- Truposz (1995, Dead Man) jako Cole Wilson
- Operacja 'Aurora (1995, Aurora: Operation Intercept) jako William Stenghel
- Dusting Cliff 7 (1996) jako Roger McBride
- Millennium (1996–1999) jako Frank Black
- Felony (1996) jako Taft
- Profile for Murder (1996) jako Adrian Cross
- Bez strachu 2 (1997, No Contest II) jako Eric Dengler
- Dzień w którym zastrzelono Lincolna (1998, The Day Lincoln Was Shot) jako prezydent Abraham Lincoln
- Tarzan (1999) jako Kerchak (głos)
- Krzyk 3 (2000, Scream 3) jako John Milton
- Explosive Situations (2000) jako narrator
- Maglownica 2 (2001, The Mangler 2) jako dyrektor
- Alien Evolution (2001) jako on sam/Bishop
- Lost Voyage (2001) jako David Shaw
- Demons On Canvas (2001)
- Nieopisany (2002, The Untold) jako Hadrian Knowles Właściciel Bio-Comp, organizator wyprawy
- Przeciwciało (2002, Antibody) jako Richard Gaynes
- Living in Darkness 2002 jako on sam
- Ekspedycja: Bismarck (2002, Expedition: Bismarck) jako narrator
- Powracający koszmar (2002, Unspeakable) jako Pitchford
- Rapid Exchange (2003) jako Newcastle
- Mutant 3: Obrońca (2003, Mimic: Sentinel) jako Garbageman
- The Invitation (2003) jako Roland Levy
- The Last Cowboy (2003) jako John William Cooper
- Obcy kontra Predator (2004, AVP: Alien Vs. Predator) jako Charles Weyland
- One Point O (2004) jako Howard
- Dream Warrior (2004) jako Parish
- Żądza krwi (2004, Out for Blood) jako kapitan John Billings
- Modigliani, pasja tworzenia (2004, Modigliani) jako Foster Kane
- Turn of the Tide: Making Millennium – Season Two (2004) jako on sam
- Order in Chaos: Making Millennium – Season One (2004) jako on sam
- Madhouse (2004) jako dr Franks
- Starkweather (2004) jako Mentor
- The Chosen One (2005) jako Cardinal Fred
- Hellraiser: Hellworld.com (2005, Hellraiser: Hellworld) jako The Host
- Supernova (2005) jako pułkownik
- Into the West (2005) jako Daniel Wheeler
- Tarzan 2. Początek legendy (2005) jako Kerchak (głos)
- The Garden (2005) jako Szatan
- Pirates of Treasure Island (2006) jako Long John Silver
- House at the End of the Drive (2006) jako Skip Johansen
- Devil on the Mountain (2006) jako Chase Jackson
- Abominable (2006) jako Ziegler Dane
- Bone Dry (2006) jako Jimmy
- Kiedy dzwoni nieznajomy (When a Stranger Calls, 2006)
- Sasquatch Mountain (2006)
- The Da Vinci Treasure (2006)
- Superman: Brainiac Attacks (2006) (głos)
- Pirates of Treasure Island (2006)
- Pumpkinhead: Ashes to Ashes (2006)
- Pumpkinhead: Blood Feud (2007)
- Bone Dry (2007)
- My Cousin's Keeper (2007)
- In The Spider’s Web (2007)
- The Chosen One (2007) (głos)
- Pistol Whipped (2008)
- The Seamstress (2008)
- Prairie Fever (2008)
- Deadwater (2008)
- Dying God (2008)
- Dark Reel (2008)
- Appaloosa (2008)
- Alone in the Dark II (2008)
- Ladies of the House (2008)
- Necessary Evil (2008)
- The Lost Tribe (2009)
- The Slammin' Salmon (2009)
- Screamers: The Hunting (2009)
- Jennifer's Body (2009)
- Blood Shot (2009)
- Czarownice z Oz (2011)
- Beautiful Wave (2011) jako Jimmy
- Monster Brawl (2011) (głos)
- The Arcadian (2012)
- Astronaut: The Last Push (2012)
- Gingerclown 3D (2013)
- Księga Daniela (The Book of Daniel, 2013) jako Cyrus
- Dlaczego mi nie powiedziałeś? (2015, Me Him Her) jako nieznajomy
- Lake Eerie (2015)
- Jeszcze jest czas (Falling, 2020) jako Willis

### Aktor (gościnnie)
- Drużyna A (1983–1987, The A-Team) jako Dalton
- Riptide (1984–1986) jako John McMasters
- Piękna i Bestia (1987–1990, Beauty and the Beast) jako Snow (1989)
- Opowieści z krypty (1989–1996, Tales from the Crypt) jako Reno Crevice
- Z archiwum X (1993–2002, The X-Files) jako Frank Black
- Ryzykowna gra (1999–2000, Harsh Realm) jako generał (niewymieniony w czołówce)
- Castle (2010–2011, Castle, sezon 3, odcinek 8) jako Benny Stryker

### Scenarzysta
- Opowieści z krypty (1989–1996, Tales from the Crypt)

## Gry komputerowe
- 2018: Detroit: Become Human jako Carl Manfred
- 2022: The Quarry jako Jedediah Hackett[18]